# 清江
清江是中华人民共和国湖北省西南部的一条河流，为长江中游的一级支流，是长江在湖北境内的第二大支流。
发源于湖北省利川市的齐岳山东麓龙洞沟，先后流经恩施市、建始县、巴东县和长阳土家族自治县，在宜都市陆城镇从南岸汇入长江。干流全长423公里（又称“八百里清江”），流域面积1.67万平方公里。出利川市城东北6.8公里，转为伏流。河水伏流16.8公里，进水口到出水口落差为141米。伏流内还有天窗18个，地下平湖8个，以及倒虹吸无空间伏流、陡水10多处。经鲇鱼洞、响水洞，观彩峡、黑洞复出。
1994年在长阳土家族自治县建成隔河岩电站；距大坝下游1公里有亚洲最长的铁索桥，为建筑电站施工所用，长303米，可行机动车辆，但该铁索桥现已拆除。目前通行另有清江大桥。2002年，在巴东县水布垭镇流域内，动工建立水布垭水电站，2008年建成启用。高坝洲水电站位于宜都市境内，上距隔河岩大坝50公里，下距清江与长江交汇口12公里，是隔河岩的反调节电站，最大坝高57米，坝顶高程83米，水库正常蓄水位80米，水库总库容4.86亿立方米；电站为河床式厂房，安装3台9万千瓦发电机组，总装机27万千瓦，设计年发电8.98亿千瓦时；1993年开工程，1996年10月实现一期工程截流，1998年10月二期工程截流，1999年12月首台机组并网发电，2000年7月三台机组全部投产。水布亚、隔河岩、高坝洲水电站，总库容84.66亿立方米，防洪库容10亿立方米。